# Aéroport de Castres-Mazamet
L'aéroport de Castres-Mazamet est un aéroport français situé sur les communes de Castres, Caucalières, Labruguière et Lagarrigue dans le département du Tarn et la région Occitanie. Il permet entre autres le désenclavement des villes de Castres et de Mazamet.

## Histoire
Créé en 1990, l'aéroport est la propriété du Syndicat Mixte de l'aéroport régional de Castres-Mazamet en étroite collaboration avec le Conseil départemental du Tarn, la Communauté d'agglomération de Castres - Mazamet et la région Occitanie.
La compagnie TAT basée sur l'aéroport de Tours, exploitait la ligne vers Paris.
Une station météorologique appartenant au réseau Radôme de Météo-France est implantée sur place depuis le 1er mai 1992.
En 1994 et 1995, la compagnie MID Airways (code OACI : MID, code IATA : MI , indicatif radio : MID AIRWAYS) est créée pour assurer la ligne régulière Albi-Castres-Paris pour le compte de la compagnie TAT European Airlines en Fokker-28 immatriculé F-GDUS.
En 1995, Air Transport Pyrénées exploite une ligne Castres-Rodez-Lyon en Beechcraft.
En 1999, la ligne vers Paris a été exploité par différentes compagnies comme Proteus Airlines ou Hex'Air.
L'aéroport est géré par la Chambre de commerce et d'industrie du Tarn.
En 2017, l'aéroport est déficitaire de trois millions d'euros, épongés par les collectivités locales, malgré le désengagement de l'État. 
En mars 2019, Élisabeth Borne, ministre des transports, annonce devant les élus locaux soutenir à hauteur de quatre millions d'euros l'aéroport.
Depuis mai 2019 Air France reprend la ligne Castres - Paris pour 4 ans, qu'elle sous-traite à Amelia International (ex-Aéro4m).
À partir de juin 2023, la compagnie Chalair succède à Air France pour la liaison avec Paris. Chalair touche 20 millions d'euros d'aides publiques par an pour assurer deux rotations quotidiennes. Selon La Dépêche du Midi, le député Jean Terlier aurait directement demandé une aide à Emmanuel Macron, sous la forme d'une exonération fiscale pour Chalair, afin de réussir à financer la liaison.

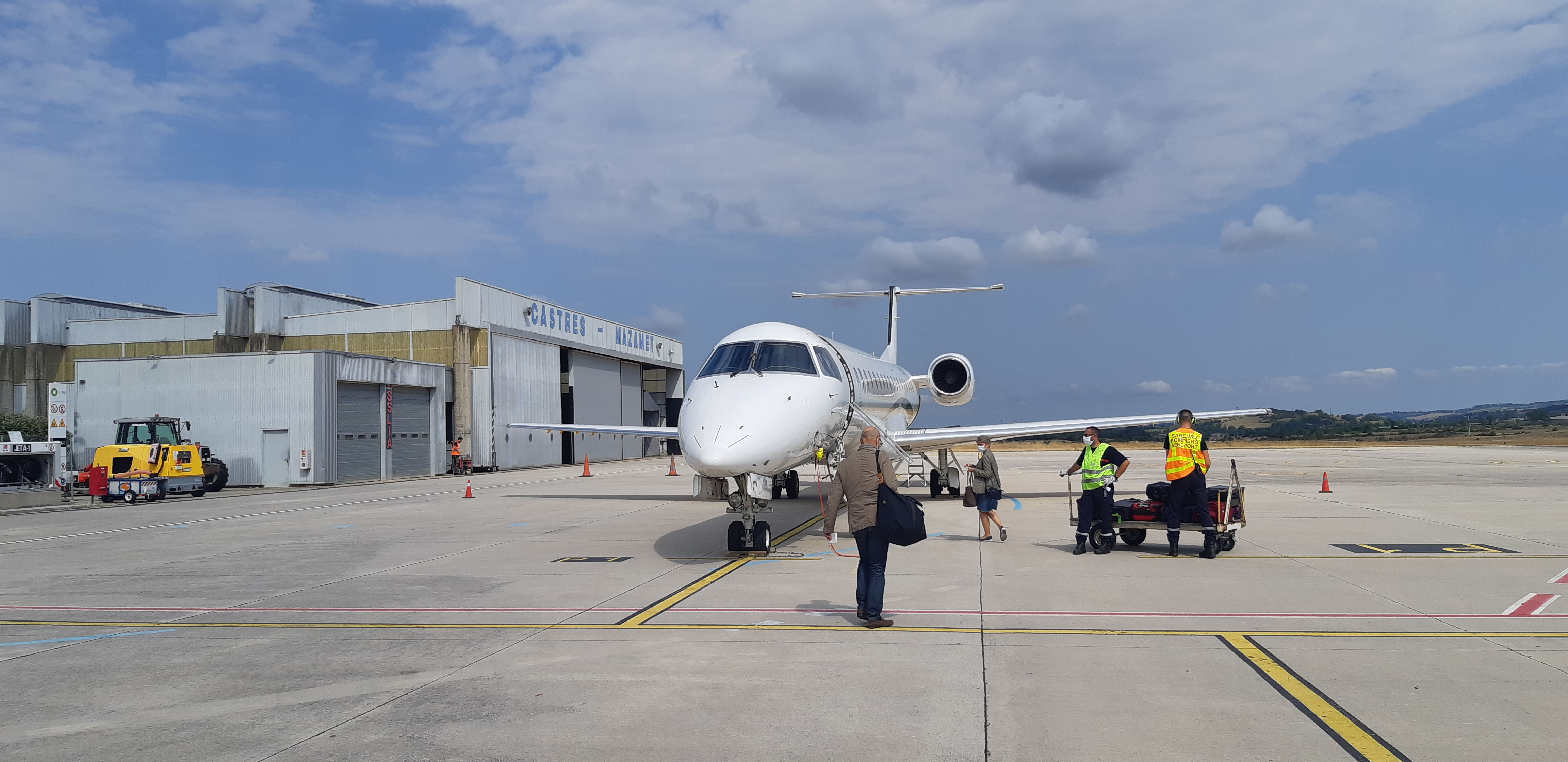
Embarquement
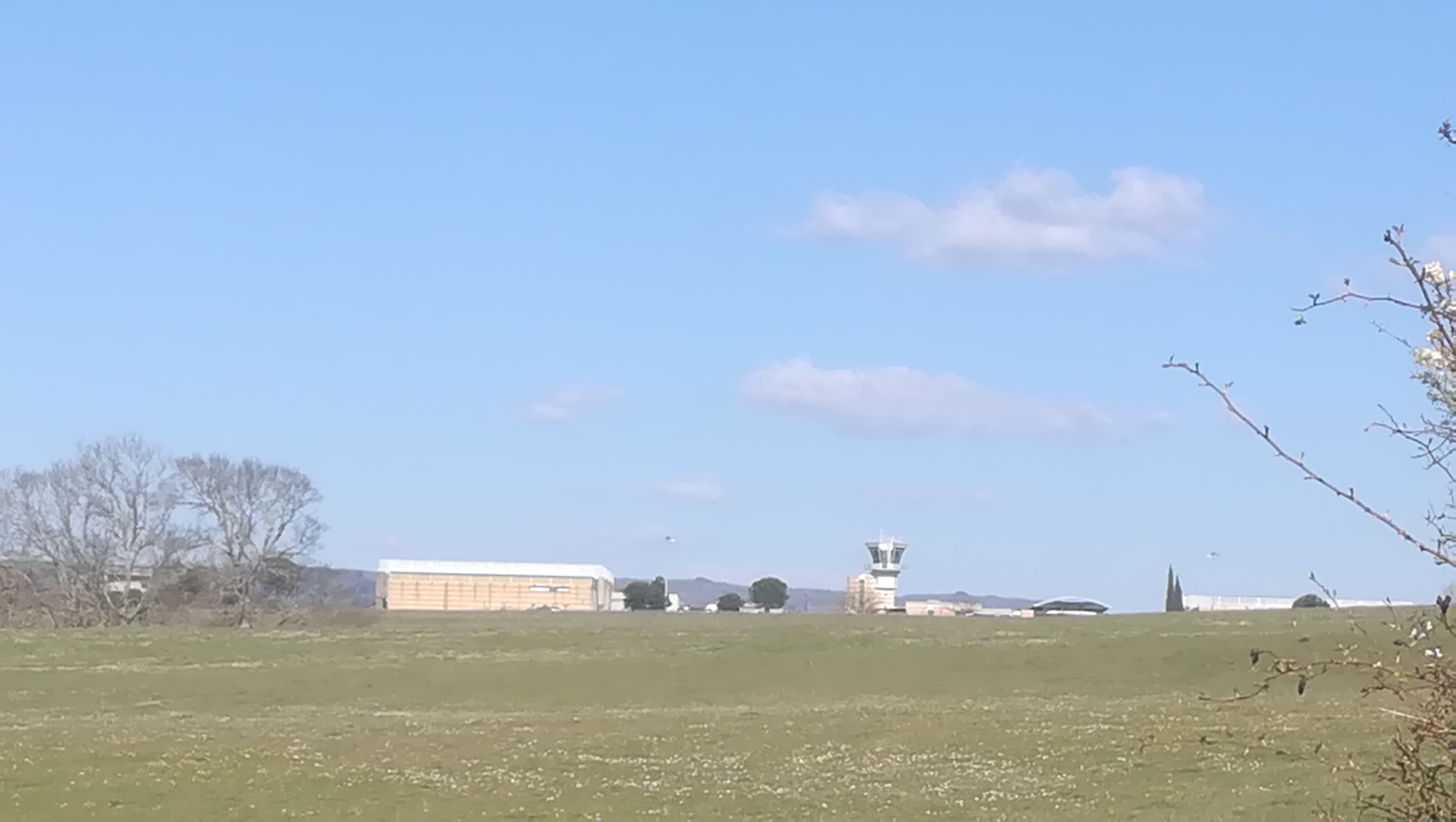
Vue générale

## Compagnies aériennes et destinations
| Compagnies       | Destinations |
| ---------------- | ------------ |
| Chalair Aviation | Paris-Orly   |

Édité le 28/12/2019  Actualisé le 04/12/2022

## Descriptif technique

### Données aéronautiques et techniques
- Aérodrome civil
- Ouvert à la CAP
- Ouvert au trafic international sur demande IFR-VFR nuit
- Classement : catégorie D / SSIS : catégorie 4 / emprise 2.5
- Piste : Long. : 1 825 m / Larg. : 30 m
- Orientation : 14/32 / Revêtement : béton
- Aides à l’atterrissage : Aucune (anciennement ILS Cat. I - DME)
- Balisage lumineux : HI/BI - PAPI - Feux à éclats

### Infrastructures aéroportuaires
- Aérogare : surface 600 m2
- Capacité de traitement : 80 000 passagers par an
- Aire de stationnement : surface totale de 4 000 m2
- Aire de stationnement avions : 4 000 m2
- Surface de hangars aéronefs : 1 500 m2 + 1 000 m2

## Statistiques
De 2007 à 2017, le nombre de passagers de l'aéroport a plus que doublé.

### Graphique
Le graphique qui aurait dû être présenté ici ne peut pas être affiché car il utilise l'ancienne extension Graph, désactivée pour des questions de sécurité. Des indications pour créer un nouveau graphique avec la nouvelle extension Chart sont disponibles ici.

Voir la requête brute et les sources sur Wikidata.

### Tableau
| Année | Passagers | Mouvements commerciaux | Mouvements non commerciaux |
| ----- | --------- | ---------------------- | -------------------------- |
| 2024  | 28 385    | 1 101                  | 5 964                      |
| 2023  | 36 454    | 1 152                  | 6 238                      |
| 2022  | 36 445    | 1 141                  | 6 693                      |
| 2021  | 25 859    | 1 009                  | 7 844                      |
| 2020  | 17 036    | 755                    | 2 589                      |
| 2019  | 50 139    | 1 557                  | 10 760                     |
| 2018  | 45 047    | 1 491                  | 9 099                      |
| 2017  | 46 151    | 1 501                  | 7 383                      |
| 2016  | 42 344    | 1 493                  | 8 036                      |
| 2015  | 41 189    | 1 510                  | 7 031                      |
| 2014  | 43 493    | 1 594                  | 7 814                      |
| 2013  | 42 278    | 2 321                  | 8 509                      |
| 2012  | 39 508    | 2 345                  | 7 439                      |
| 2011  | 37 819    | 2 171                  | 5 765                      |
| 2010  | 35 428    | 2 329                  | 6 048                      |
| 2009  | 28 779    | 2 160                  | 5 670                      |
| 2008  | 22 914    | 1 827                  | 4 660                      |
| 2007  | 22 083    | 1 856                  | 4 779                      |
| 2006  | 21 176    | 1 951                  | 4 837                      |
| 2005  | 19 894    | 1 949                  | 4 420                      |
| 2004  | 18 688    | 1 892                  | 3 932                      |
| 2003  | 20 062    | 1 928                  | 7 322                      |
| 2002  | 18 529    | 2 013                  | 4 375                      |
| 2001  | 22 395    | 2 004                  | 4 174                      |
| 2000  | 19 095    | 2 001                  | 4 839                      |
| 1997  | 19 016    | à renseigner           | à renseigner               |
| 1996  | 32 000    | à renseigner           | à renseigner               |

## Accès
- Par autobus : Une navette relie l'aéroport aux villes de Castres et Mazamet.
- Par route : L'aéroport est à 10 minutes de Castres et 15 minutes de Mazamet.

| \| 20 km1:2 341 000 \| Albi · Le Sequestre Montauban Millau · Larzac Cassagnes · Bégonhès Villefranche-de-Rouergue Mende · Brenoux Nogaro Condom · Valence-sur-Baïse Cahors · Lalbenque Figeac · Livernon Lasbordes Muret-Lherm · Saint-Gaudens · Montréjeau Bagnères · de-Luchon Pamiers · Les Pujols Saint-Girons · Antichan Castelnaudary · Villeneuve Lézignan · Corbières Alès · Cévennes Toulouse · Blagnac Francazal · Auch · Gers Castres · Mazamet Rodez · Aveyron Tarbes · Lourdes · Pyrénées Brive · Souillac Carcassonne · Salvaza Montpellier · Méditerranée Béziers · Cap d'Agde Nîmes · Garons Perpignan · Rivesaltes |
| 20 km1:2 341 000 |

## Projets
En vue d'accueillir prochainement des vols vers de nouvelles destinations, le Conseil régional Midi-Pyrénées a décidé, en 2009, d'apporter 82 000 euros de crédit pour agrandir l'aéroport. En mai 2016, des travaux d'extension du hall de l'aéroport sont réalisés pour accompagner la hausse de fréquentation de l'aéroport.